# Ricky Jay
Richard Jay Potash (Nova Iorque, 26 de junho de 1946  – Los Angeles, 24 de novembro de 2018), conhecido profissionalmente como Ricky Jay, foi um mágico de palco, ator, bibliófilo e escritor americano.
Em um perfil para a revista The New Yorker, Mark Singer chamou Jay de "talvez o mais talentoso prestidigitador vivo".  Além dos truques de mão, Jay era conhecido por seus truques e arremesso de cartas, memorização e presença de palco.  Ele também escreveu extensivamente sobre mágica e sua história.  Seus créditos de atuação incluíram os filmes The Prestige, The Spanish Prisoner, Mystery Men, Heist, Boogie Nights, Tomorrow Never Dies, House of Games, e Magnolia , e a série da HBO , Deadwood.  Em 2015, ele foi tema de um episódio de American Masters da PBS, fazendo dele o único mágico a ser perfilado naquela série.

## Biografia
Jay nasceu na cidade de Nova Iorque, no distrito do Brooklyn, em 1946. Era filho de Shirley e Samuel Potash. Membro de uma família judaica de classe média, Jay cresceu na cidade de Elizabeth, em Nova Jersey.
Raramente falava sobre seus pais, mas compartilhava uma anedota: "Meu pai lubrificava o cabelo com Brylcreem (brilhantina) e escovava os dentes com Colgate", lembrou Jay.  "Ele guardava a pasta de dentes no armário de remédios e o Brylcreem em um armário a cerca de trinta centímetros de distância. Certa vez, quando eu tinha dez anos, troquei os tubos. Tudo o que você precisa saber sobre meu pai é que depois de ele escovar os dentes com Brylcreem, ele passou pasta de dente no cabelo."
Durante uma entrevista no programa da National Public Radio Fresh Air com Terry Gross , Jay disse que possivelmente "a única boa lembrança que eu já tive dos meus pais" foi quando eles secretamente contrataram um de seus ídolos, o mágico Al Flosso, para se apresentar em seu bar mitzvah. O avô de Jay, Max Katz, era contador público certificado e mágico amador que apresentou Jay à mágica.

## Carreira

### Mágico
Jay se apresentou pela primeira vez em público aos sete anos de idade, em 1953, quando apareceu no programa de televisão Time For Pets.  Ele é provavelmente o mágico mais jovem a realizar uma apresentação de mágica na TV, o primeiro mágico a aparecer em clubes de comédia e, provavelmente, o primeiro mágico a abrir para uma banda de rock and roll.  No Electric Circus de Nova York na década de 1960, ele se apresentou entre Ike e Tina Turner e Timothy Leary , que lecionou sobre o LSD .
Durante as décadas de 1960 e 70, Jay viveu em Ithaca, Nova York , se apresentando ao mesmo tempo que freqüentava a Escola de Administração de Hotéis da Cornell University , mas depois mudou-se para a área de Los Angeles . Ele rapidamente desenvolveu seguidores entre aficionados por magia, e uma reputação de truques de destreza manual que confundiam até mesmo seus colegas.
Três dos shows solo de Jay , Ricky Jay and His 52 Assistants, Ricky Jay: On the Stem, e Ricky Jay: A Rogue's Gallery , foram dirigidos por Mamet, que também elencou Jay em vários de seus filmes.
Colecionador e historiador, foi aluno e amigo de Dai Vernon , a quem chamou de "o maior colaborador vivo da arte mágica".  Ele coletou livros raros e manuscritos, arte e outros artefatos relacionados à história da magia, jogos de azar, entretenimentos incomuns e jogos de fraude e confiança. Jay se opôs a qualquer revelação pública das técnicas de magia.
Jay foi anteriormente listado no Guinness World Records por arremessar uma carta de baralho por 190 pés (58 m) a 90 milhas por hora (140 km/h)   (o recorde atual é de 216 pés (66 m)  por Rick Smith, Jr.).  Podia jogar uma carta de baralho numa casca de melancia (que ele chamava de "camada de melão exterior espessa e paquidérmica " e "a mais prodigiosa das frutas caseiras") a dez passos de distância.  Além disso, foi capaz de jogar uma carta no ar como um bumerangue e cortá-la limpa ao meio com um par de "tesouras gigantes" em seu retorno.  Em seus shows, ele frequentemente atacava animais de plástico com cartas atiradas  em "autodefesa".

### Ator
Jay apareceu em vários filmes de David Mamet, incluindo House of Games,The Spanish Prisoner e Redbelt .
Jay interpretou Gupta, um capanga do vilão Elliot Carver, no filme de James Bond, Tomorrow Never Dies, e apareceu em Boogie Nights e Magnolia , de Paul Thomas Anderson , e em The Prestige,  de Christopher Nolan.
Jay se juntou ao elenco do drama de faroeste da HBO , Deadwood, como personagem recorrente e roteirista  para a primeira temporada em 2004, interpretando o jogador Eddie Sawyer.  Ele escreveu o episódio "Jewel's Boot Is Made for Walking"  e deixou a série no final da primeira temporada.

### Consultor
Como especialista em magia, jogos de azar, jogos de contravenção e entretenimento incomum, Jay era há muito tempo consultor recorrente em projetos de Hollywood, começando com seu trabalho na produção de Francis Ford Coppola de The Escape Artist, de Caleb Deschanel .  Outros trabalhos iniciais incluíram ensinar a Robert Redford como manipular moedas para The Natural e trabalhar com Douglas Trumbull em seu projeto Showscan New Magic (1983).
No início dos anos 1990, Jay e Michael Weber criaram uma empresa, Deceptive Practices, oferecendo consultoria para cinema, televisão e produções teatrais.  Ao oferecer uma vasta expertise histórica e uma invenção criativa, foram capazes de fornecer soluções práticas surpreendentes para desafios reais de produção.  Entre muitas realizações, eles projetaram a cadeira de rodas que "magicamente" escondia as pernas de Gary Sinise em Forrest Gump ; o copo que "se bebesozinho " usado pelo gorila em Congo ; e uma ilusão "em que um homem sobe ao topo de uma escada de luz e desaparece em pleno ar" para a produção da Broadway Angels in America: Perestroika .
Outros projetos nos quais trabalharam são  The Prestige , The Illusionist , Sneakers , Leap of Faith , Lobo , The Parent Trap , I Love Trouble , The Great Buck Howard , Heartbreakers , e Ocean's Thirteen .
Além disso, trabalhou com bibliotecas e museus em suas coleções, incluindo a Biblioteca Mulholland de Conjuração e Artes Aliadas e o Museu de Tecnologia Jurássica em Culver City , Califórnia .

## Filme
Jay é o tema do documentário  Deceptive Practice: The Mysteries and Mentors of Ricky Jay"

## Morte
Jay morreu em 24 de novembro de 2018, aos 72 anos.  Seu advogado Stan Coleman confirmou sua morte; mais detalhes não foram liberados imediatamente.

## Créditos

### Televisão

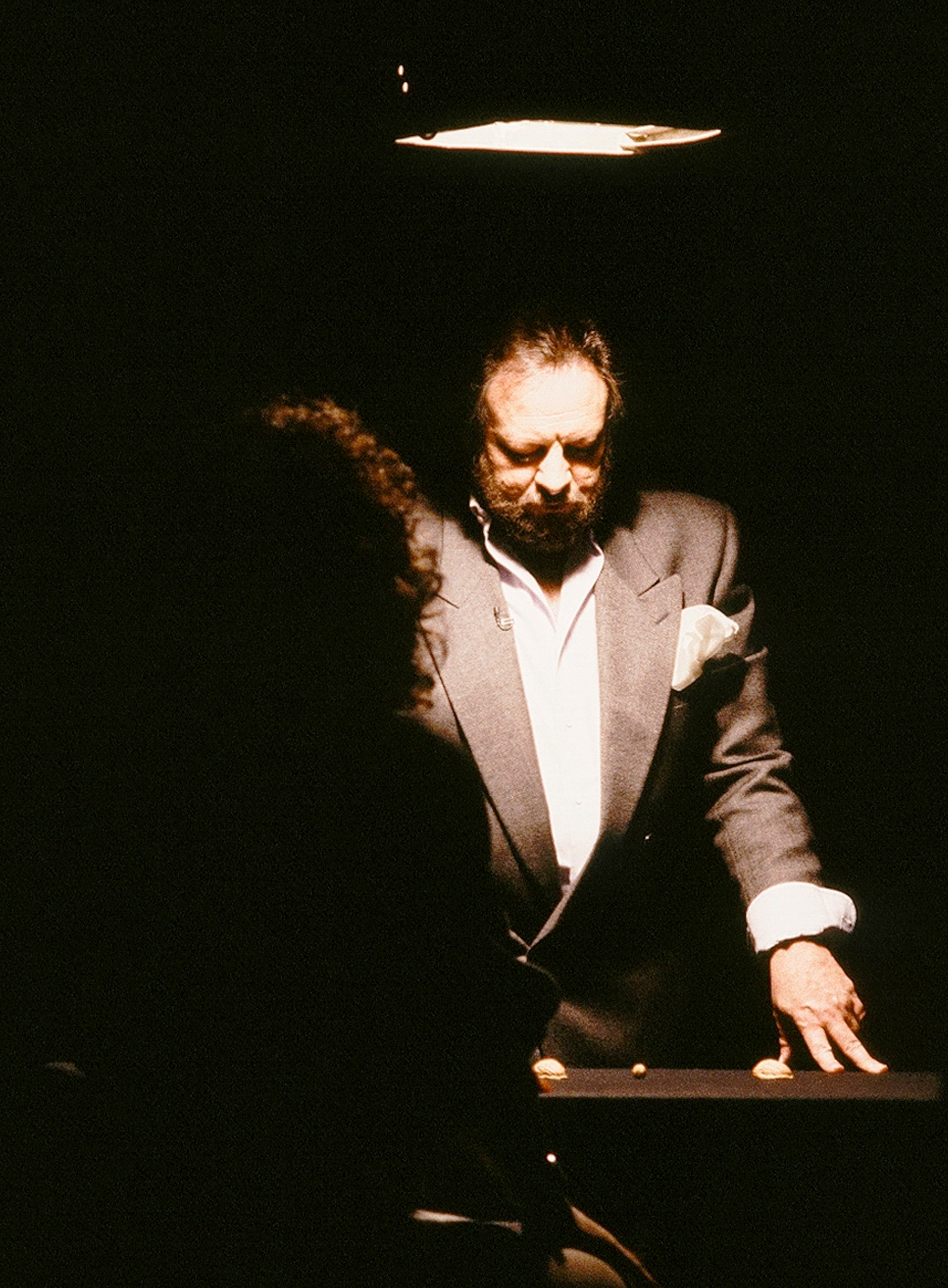
Ricky Jay em The Secret Cabaret

- The Tonight Show Starring Johnny Carson (26 de outubro de 1970)
- Doug Henning's World of Magic II  ( dezembro de 1976)
- Saturday Night Live (1977)
- The Ricky Jay Magic Show - especial da BBC (1978)
- Dinah!  (11 de julho de 1979)
- The John Davidson Show (28 de novembro de 1980)
- Simon &amp; Simon - Bird (1983)
- O Show Mágico de Paul Daniels (1985)
- Arsenio (1988)
- Learned Pigs and Fireproof Women -  especial de uma hora para a TV Americana (1989)
- The Secret Cabaret (duas séries feitas pela Open Media para Channel 4 , UK)
- DL Hughley Breaks the News (10 de janeiro de 1990)
- Guerras Civis - Lenny NiCastro (11 de novembro de 1991)
- Late Show com David Letterman (1994, 2013)
- The Ranger, the Cook and a Hole in the Sky  - Hawkes (1995)
- Ricky Jay and His 52 assistentes - versão de 1 hora de seu show off-Broadway, gravado para a HBO (1996)
- Hustlers, Hoaxsters, Pranksters, Jokesters e Ricky Jay (1996)
- American Masters - "Richard Avedon: Trevas e Luz" (1996)
- Late Night with Conan O'Brian (1998, 2002)
- The X-Files  - O Incrível Maleeni / Herman Pinchbeck / Albert Pinchbeck em " O Incrível Maleeni " (2000)
- MythBusters - Episódio 20, "Exploding Jawbreaker, Static Cannon, Deadly Playing Cards".  Jay demonstrou arremesso de cartas e a velocidade de seus arremessos foi marcada. (2003)
- Deadwood - Eddie Sawyer (2004), 1 ª temporada
- Kidnapped- Roger Prince (2006–07)
- The Unit- Agente Kern (2007–09)
- Lie to Me - Mason Brock (2009)
- FlashForward - Homem em armazém / Ted Flosso (2009-10)
- 60 Minutes - Entrevistado por Morley Safer para o segmento "Pigeon Fever" [18] (2010)
- The Simpsons - interpreta a si mesmo no episódio " The Great Simpsina " (2011)
- Teen Titans Go! - interpreta voz na cabeça de Robin no episódio "The Date" (2013)
- The Tonight Show Estrelando Jimmy Fallon (31 de março de 2014)
- Getting On - Cirurgião Torácico (2014)

### Cinema
- House of Games (1987) – George / Vegas Man
- Things Change (1988) – Mr. Silver
- Homicide (1991) – Aaron
- Leap of Faith (1992) – Cons and Frauds Consultant
- The Spanish Prisoner (1997) – George Lang
- Boogie Nights (1997) – Kurt Longjohn
- Hacks (1997) – The Hat
- Tomorrow Never Dies (1997) – Henry Gupta
- Mystery Men (1999) – Vic Weems
- Magnolia (1999) – Burt Ramsey / Narrador
- State and Main (2000) – Jack
- Heartbreakers (2001) – Dawson's Auctioneer
- Heist (2001) – Don "Pinky" Pincus
- Incident at Loch Ness (2004) – Party Guest #5
- Last Days (2005) – Detective
- The Prestige (2006) – Milton
- The Great Buck Howard (2008) – Gil Bellamy
- Redbelt (2008) – Marty Brown
- The Brothers Bloom (2008) – Narrador (voz)
- Intense (2009) – John
- The Automatic Hate (2015) – Uncle Josh (último papel)

### Teatro
- Sonho de uma Noite de Verão (1982); produzido por Joseph Papp para o New York Shakespeare Festival.
  - Ricky Jay & His 52 Assistants (1994)
  - Ricky Jay: On The Stem (2002)
  - Ricky Jay: A Rogue's Gallery (2009)

Ele também se apresentou na adaptação da BBC Radio de 2005 de Faustus, de David Mamet.

### Livros
Jay was the author of eleven books:
- Cards as Weapons. Image Graphiques (1977). ISBN 0882010174.
- Learned Pigs & Fireproof Women. Villard (1986). ISBN 0394537505.
- Many Mysteries Unraveled: Conjuring Literature in America 1786–1874. Antiquarian Society (1990). ASIN B00FFJ0402.
- The Magic Magic Book. Whitney Museum Library Associates (1994). ASIN B004ONUJP0.
- Jay's Journal of Anomalies. Farrar, Straus and Giroux (2001). ISBN 0374178674.
- Dice: Deception, Fate, and Rotten Luck. Quantuck Lane Press (2002). ISBN 0971454817.
- Extraordinary Exhibitions: Broadsides from the Collection of Ricky Jay. Quantuck Lane Press (2005). ISBN 1593720122.
- Ricky Jay Plays Poker (Audio CD). Sony Legacy (2007). ASIN B000HT2MB4.
- Magic: 1400s–1950s (with Mike Caveney, Jim Steinmeyer) Taschen (2009). ISBN 383652807X.
- Celebrations of Curious Characters. McSweeney (2010). ISBN 1936365030.
- Matthias Buchinger: "The Greatest German Living". Siglio (2016).

### Música
Ricky Jay contribuiu para vários projetos no mundo da música, mais notavelmente o lançamento da Sony de 2007 Ricky Jay Plays Poker  , um box contendo um CD de músicas relacionadas ao pôquer (de Bob Dylan , Robert Johnson , Towns Van Zandt , Patsy Cline , Lorne Greene , Howard Da Silva , OV Wright e vários outros), um DVD com Ricky Jay discutindo e realizando feitos notáveis de ilusionismo na mesa de cartas, e uma caixa de cartas de Ricky Jay.
Ele tocou "The Fiddler" com Richard Greene na compilação de canções de marinheiro  de Hal Willner - Rogue's Gallery: Pirate Ballads, Sea Songs e Chanteys (2006), bem como "The Chantey of Noah and his Ark (Old School Song)". em sua sequência Son of Rogues Gallery: Baladas Piratas, Canções Marinhas &amp; Chanteys (2013).
Ele apareceu no videoclipe da música de Bob Dylan, "Tweedle Dee & Tweedle Dum",  do álbum Love and Theft .  Durante a produção do vídeo, uma chave de fenda caiu das vigas e se alojou na mão de Jay. Também participou do vídeo do single de Jerry Garcia e David Grisman, The Thrill Is Gone, que está disponível no DVD do documentário Grateful Dawg.